# La felicidad
La felicidad es el decimotercero libro del argentino Gabriel Rolón. El mismo fue publicado por Editorial Planeta en diciembre de 2023.

## Reseña
«La felicidad. Más allá de la ilusión». El libro del psicólogo, psicoanalista y presentador de radio Gabriel Rolón.
Publicado en varios países como España, México, Perú y Uruguay.
El libro es superventas argentino con más de 150.000 copias vendidas.
El libro fue reconocido con el Premio Libro de Oro en 2024 por la Cámara Uruguaya del Libro.